# Maria Gstättner
Maria Gstättner (* 1977 in Mürzzuschlag) ist eine österreichische Komponistin, Musikerin und künstlerische Forscherin.

## Leben
Maria Gstättner lebt und arbeitet in Wien und im Burgenland. Sie studierte Musik (Fagott), Gesangspädagogik und Kulturmanagement in Graz und Wien. 2005 legt sie ihr künstlerisches Diplom im Konzertfach Fagott an der Universität für Musik und darstellende Kunst Wien ab. Danach beschäftigt sich Gstättner mit Instant Composing und Interpretation sowie interdisziplinärer Performancekunst. 2016 schloss sie ihr künstlerisches Doktorat an der Kunstuniversität Graz ab. Ihren Master in Kulturmanagement beendete die Komponistin 2017.

## Werk
Werke von Maria Gstättner entstanden für zahlreiche namhafte Ensemble wie z. B. dem Ensemble Kontrapunkte, dem Wiener Concertverein, the next step, dem ensemble plus+, Granmo/Berg und werden in diversen Kontexten aufgeführt z. B. wien modern, styriarte, steirischer herbst, cultural museum chicago, klangspuren schwaz, Musikverein Wien, Porgy & Bess Wien.
Als Musikerin spielte Gstätter u. a. mit den Wiener Philharmonikern, den Wiener Symphonikern, dem ORF Radiosymphonieorchester Wien, dem Klangforum Wien, dem Ensemble Kontrapunkte, dem Ensemble «die reihe», dem Vienna Improvisers Orchestra und PHACE, an der Wiener Volksoper und im Burgtheater.
Als künstlerisch-wissenschaftliche Forschende ist sie im Bereich musikalischer Improvisation tätig und lehrt als Senior Artist an der Universität für Musik und darstellende Kunst Wien.
2021 veröffentlichte sie gemeinsam mit der österreichischen Schriftstellerin Angelika Reitzer und dem Fotografen Ditz Fejer eine lyrisch-musikalische Komposition über ihren Heimatort Mürzzuschlag ("Inventar der Gegend").

## Preise
- Austrian World Music Audience Award (2010)[5]
- Theodor Körner Preis für Komposition (2016)[6]
- Staatsstipendium für Komposition (2023)